# Jacques Plassard
Jacques René Louis Plassard (né le 2 septembre 1924 dans le 18e arrondissement de Paris, où il est mort le 30 juillet 2010, est un économiste libéral ayant surtout travaillé dans la prévision économique. Il a présidé Rexeco (aujourd'hui Rexecode), dirigé la SEDEIS (Société d'Etudes et de Documentation Economiques, Industrielles et Sociales), fondée par Bertrand de Jouvenel ét co-présidé (en tant que président honoraire) la société d'économie politique, présentée comme « bastion de l'économie de marché »par Jacques Garello.

## Biographie
Jacques Plassard est le Fils de l'industriel Adolphe Plassard, et d'Alice Bacot. 
Il a étudié au Lycée Henri-IV, à l'École libre des sciences politiques et à la Faculté de droit de Paris (diplôme d’études supérieures de droit public et d’économie politique)
Il a épousé le 21 avril 1953 à Huguette Athouel qui a eu 5 enfants (Bernard, Marie-Christine, Monique, Anne [Mme Thierry Cerisier], Benoît)

### Vie professionnelle
Jacques Plassard a été nommé rédacteur financier, puis Secrétaire général (de 1944 à 1956), puis Président-directeur général (de 1975 à 1995) puis Président d'honneur de la Société d'études et de documentation économique, industrielles et sociales (Sedeis) (société éditrice de la revue mensuel Sociétal). 
Il a travaillé comme Economiste conseil pour la Fédération française des sociétés d’assurances de 1952 à 1956).
Il a été Directeur des études du Centre de recherches pour l'expansion de l'économie (Rexeco) de 1957 à 1990).
Il a fait partie de la Commission d'étude du problème des droits des salariés sur l’accroissement des actifs dû à l'autofinancement (1966), et de la section de conjoncture du Conseil économique et social (avec 3 mandats de représentation : 1966-67, 1969-70, 1972-73). 
Président (de 1981 à 1989) du conseil scientifique de l’« Institut de Conjoncture » IPECODE (institut indépendant de prévision, créé à l’initiative de Raymond Barre (ainsi que l’OFCE et l’IRES), pour éclairer les questions et enjeux économiques ; depuis devenu « Centre de Recherche pour l’Expansion de l’Economie et le Développement des Entreprises », à la suite de sa fusion avec le Rexeco (Centre d’analyse économique et de diagnostic conjoncturel pour les entreprises créé en 1957).
Membre de l’Académie des sciences commerciales (à partir de 1967). 
Membre de la Commission des comptes et des budgets économiques de la Nation (de 1970 à 1973), Président (1984-88) puis Président d’honneur de la Société d'économie politique.

### Administrateur
Jacques Plassard a été administrateur de la société Imétal (de 1972 à 1990). 

### Politique
Jacques Plassard a été brièvement Ministre des Affaires économiques du Dahomey en 1958.

## Auteur
Jacques Plassard a publié des articles de presse et dans plusieurs revues ; 
il a notamment tenu une chronique mensuelle sur la conjoncture économique française pour le bulletin Sedeis (à partir de 1956), été chroniqueur économique au Figaro de 1973 à 1988), éditorialiste pour la revue Investir (de 1975 à 2004), il a écrit pour la revue l'Investissement et le progrès (1977) et il a cofondé la lettre Les Quatre Vérités (lettre critique et de tendance libérale) où il a écrit de 1973-1994), avant d'être responsable de la chronique conjoncturelle de la revue  Sociétal. Il a aussi écrit pour la revue Commentaire.

## Distinctions
- Officier de la Légion d’honneur et de l’ordre national du Mérite,
- Chevalier des Palmes académiques.
- prix Ugo Papi-Gaston Leduc de l’Académie des sciences morales et politiques (1987)

## Autres fonctions
Il était membre du collège présidentiel de l'ALEPS.

## Loisirs
- Membre de l’Automobile Club de France.